# Chiesa cattolica in America
La Chiesa cattolica in America è parte della Chiesa cattolica universale, sotto la guida del Papa e della Santa Sede.

## Storia
La presenza cattolica si è sviluppata a partire dal XVI secolo, con caratteristiche diverse a seconda delle aree.
In America meridionale e centrale e in Messico l'evangelizzazione è dipesa principalmente dalla Spagna e dal Portogallo e il cattolicesimo è stato per lungo tempo la forma prevalente di Cristianesimo, anche se negli ultimi decenni si è avuto un forte incremento del protestantesimo di tipo evangelico.
In America settentrionale la Chiesa cattolica è stata una presenza minoritaria a fronte di una prevalenza anglosassone e protestante, (con l'eccezione di alcune regioni del Canada, legate alla Chiesa francese) composta soprattutto da immigrati e quindi fortemente diversificata al suo interno, anche con riti diversi da quello latino. Negli ultimi tempi però soprattutto negli Stati Uniti d'America il cattolicesimo ha superato di numero le chiese protestanti.

## Stati
Il Brasile risulta essere lo stato mondiale che accoglie il maggior numero di cattolici.
La Chiesa Cattolica è comunque diffusissima in tutta l'America latina, con una forte tradizione popolare a suo favore, in particolare in Messico.
In tutti i paesi latinoamericani, ad eccezione di alcune isole caraibiche e degli stati di Guyana e Suriname, i cattolici rappresentano la maggioranza della popolazione.
Lo stato col minor numero di cattolici è la Giamaica.

## Statistiche
La popolazione cattolica in Nord America ammonta a 162 milioni di fedeli, di cui 15.590.000 fedeli in Canada, pari al 43,6% della popolazione, 71.800.000 fedeli negli Stati Uniti d'America, pari al 23% della popolazione, e 74.610.000 fedeli in Messico, pari al 63 % della popolazione.
La popolazione cattolica in Centro America ammonta a 23.260.000 fedeli, pari al 58,6% della popolazione.
La popolazione cattolica in Sud America ammonta a 194 milioni di fedeli, pari al 52% della popolazione. 